# (1722) Goffin
(1722) Goffin es un asteroide que forma parte del cinturón de asteroides y fue descubierto el 23 de febrero de 1938 por Eugène Joseph Delporte desde el Real Observatorio de Bélgica, Uccle.

## Designación y nombre
Goffin recibió al principio la designación de 1938 EG.
Más adelante se nombró en honor del astrónomo aficionado belga Edwin Goffin.

## Características orbitales
Goffin está situado a una distancia media de 2,514 ua del Sol, pudiendo acercarse hasta 2,389 ua. Su inclinación orbital es 5,466° y la excentricidad 0,04966. Emplea en completar una órbita alrededor del Sol 1456 días.